# A Rush of Blood to the Head Tour
Tournées par Coldplay
Parachutes Tour
(2000-2001) Twisted Logic Tour
(2005-2006)
A Rush of Blood to the Head Tour est la seconde tournée du groupe Coldplay. Elle a duré de juin 2002 à septembre 2003.

## Liste des pistes jouées
1. Politik
2. God Put A Smile Upon Your Face
3. A Rush of Blood to the Head
4. Daylight
5. Trouble
6. One I Love
7. Don't Panic
8. Shiver
9. See You Soon
10. Everything's Not Lost
11. Moses
12. Yellow
13. The Scientist

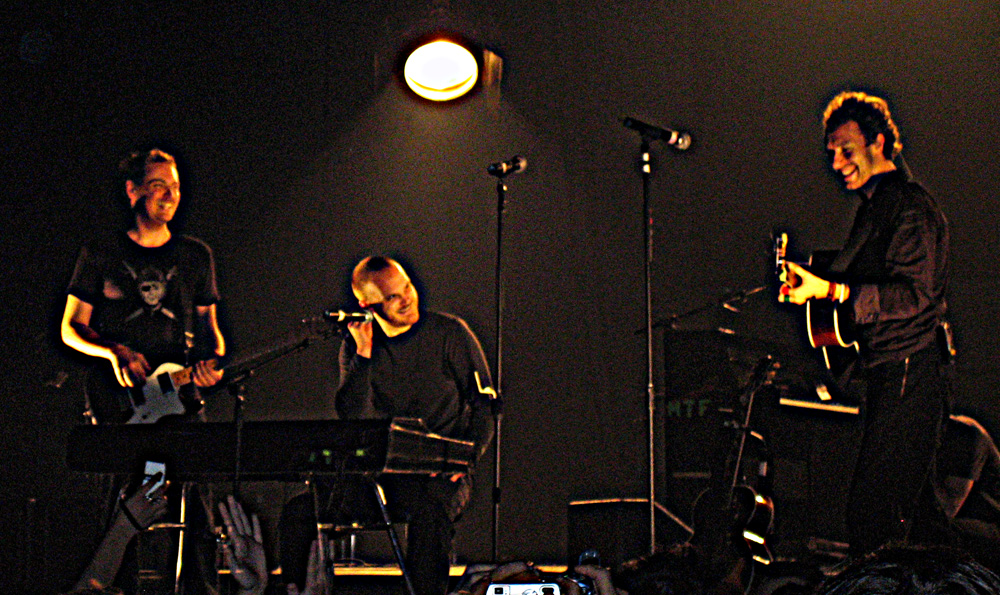
Coldplay pendant la tournée A Rush Of Blood To The Head

14. What a Wonderful World (reprise de Louis Armstrong)

## Dates de la tournée
| Date              | Ville                 | Pays            | Endroit                       |
| ----------------- | --------------------- | --------------- | ----------------------------- |
| Europe            |                       |                 |                               |
| 19 juin 2002      | Édimbourg             | Écosse          | Queens Hall                   |
| 20 juin 2002      | Liverpool             | Angleterre      | Mountfield Hall               |
| 22 juin 2002      | Londres               | Angleterre      | Royal Festival Hall           |
| 24 June 2002      | Bath                  | Angleterre      | Bath Pavilion                 |
| 25 juin 2002      | Portsmouth            | Angleterre      | Pyramids                      |
| 26 juin 2002      | Truro                 | Angleterre      | Hall for Cornwall             |
| 28 juin 2002      | Pilton                | Angleterre      | Worthy Farm                   |
| 30 juin 2002      | Werchter              | Belgique        | -                             |
| 2 juillet 2002    | Stockholm             | Suède           | Gota Kallare                  |
| 3 juillet 2002    | Ringe                 | Danemark        | -                             |
| 5 juillet 2002    | Amsterdam             | Pays-Bas        | Heineken Music Hall           |
| 7 juillet 2002    | Rome                  | Italie          | Valle Giulia                  |
| 9 juillet 2002    | Hambourg              | Allemagne       | Grosse Freiheit               |
| 11 juillet 2002   | Oslo                  | Norvège         | Rockefeller Music Hall        |
| Amérique du Nord  |                       |                 |                               |
| 2 août 2002       | Chicago               | États-Unis      | Rockefeller Music Hall        |
| 6 août 2002       | Boston                | États-Unis      | Paradise Rock Club            |
| 7 août 2002       | Philadelphie          | États-Unis      | TLA                           |
| 10 août 2002      | Washington            | États-Unis      | Nightclub 9:30                |
| 12 août 2002      | New York              | États-Unis      | Bowery Ballroom               |
| 14 août 2002      | Minneapolis           | États-Unis      | First Avenue                  |
| 18 août 2002      | San Francisco         | États-Unis      | Bimbo's                       |
| 20 août 2002      | Los Angeles           | États-Unis      | El Rey                        |
| Europe            |                       |                 |                               |
| 27 août 2002      | Paris                 | France          | Olympia                       |
| 29 août 2002      | Londres               | Angleterre      | Forum                         |
| Amérique du Nord  |                       |                 |                               |
| 4 septembre 2002  | Seattle               | États-Unis      | Paramount Theatre             |
| 6 septembre 2002  | San Francisco         | États-Unis      | The Greek Theatre             |
| 7 septembre 2002  | Las Vegas             | États-Unis      | The Joint                     |
| 9 septembre 2002  | San Diego             | États-Unis      | SDSU Open Air Theatre         |
| 10 septembre 2002 | Los Angeles           | États-Unis      | The Greek Theatre             |
| 14 septembre 2002 | Atlanta               | États-Unis      | Masquerade Music Park         |
| 16 septembre 2002 | Baltimore             | États-Unis      | Pier Six Concert Pavilion     |
| 17 septembre 2002 | Boston                | États-Unis      | Fleet Boston Pavilion         |
| 19 septembre 2002 | New York              | États-Unis      | Jones Beach                   |
| 21 septembre 2002 | Toronto               | Canada          | Air Canada Centre             |
| 24 septembre 2002 | Chicago               | États-Unis      | UIC Pavilion                  |
| Europe            |                       |                 |                               |
| 4 octobre 2002    | Glasgow               | Écosse          | S.E.C.C.                      |
| 5 October 2002    | Newcastle             | Angleterre      | Telewest Arena                |
| 7 octobre 2002    | Birmingham            | Angleterre      | N.I.A.                        |
| 8 octobre 2002    | Nottingham            | Angleterre      | Nottingham Arena              |
| 11 octobre 2002   | Manchester            | Angleterre      | MEN Arena                     |
| 14 octobre 2002   | Brighton              | Angleterre      | Brighton Centre               |
| 15 octobre 2002   | Bournemouth           | Angleterre      | International Centre          |
| 17 octobre 2002   | Plymouth              | Angleterre      | Pavilions                     |
| 18 octobre 2002   | Port Talbot           | Pays de Galles  | Afan Lido FC                  |
| 20 octobre 2002   | Londres               | Angleterre      | Wembley Arena                 |
| 21 octobre 2002   | Londres               | Angleterre      | Wembley Arena                 |
| 23 octobre 2002   | Belfast               | Irlande du Nord | Odyssey Arena                 |
| 25 octobre 2002   | Dublin                | Irlande (pays)  | Point Theatre                 |
| 27 octobre 2002   | Dublin                | Irlande (pays)  | Point Theatre                 |
| 29 octobre 2002   | Londres               | Angleterre      | London Astoria                |
| 3 novembre 2002   | Bruxelles             | Belgique        | Forest National Hall          |
| 5 novembre 2002   | Rotterdam             | Pays-Bas        | Ahoy Stadium                  |
| 6 novembre 2002   | Paris                 | France          | Zenith                        |
| 8 novembre 2002   | Cologne               | Allemagne       | Palladium                     |
| 10 novembre 2002  | Munich                | Allemagne       | Colosseum                     |
| 12 novembre 2002  | Montpellier           | France          | Le Zenith                     |
| 15 novembre 2002  | Madrid                | Espagne         | La Riviera                    |
| 16 novembre 2002  | Barcelone             | Espagne         | Razzmatazz                    |
| 18 novembre 2002  | Milan                 | Italie          | Filaforum                     |
| 20 novembre 2002  | Berlin                | Allemagne       | Columbiahalle                 |
| 21 novembre 2002  | Copenhague            | Danemark        | VK Hall                       |
| 23 novembre 2002  | Stockholm             | Suède           | Hovet                         |
| 24 novembre 2002  | Oslo                  | Norvège         | Spectrum                      |
| Amérique du Nord  |                       |                 |                               |
| 8 décembre 2002   | Los Angeles           | États-Unis      | Universal Amphitheater        |
| 9 décembre 2002   | San Francisco         | États-Unis      | -                             |
| 11 décembre 2002  | Boston                | États-Unis      | -                             |
| 12 décembre 2002  | New York              | États-Unis      | Nassau Coliseum               |
| 13 décembre 2002  | Washington            | États-Unis      | -                             |
| 15 décembre 2002  | Philadelphie          | États-Unis      | -                             |
| 21 janvier 2003   | Orlando               | États-Unis      | Hard Rock Cafe                |
| 22 janvier 2003   | Miami                 | États-Unis      | Université de Miami           |
| 24 janvier 2003   | Birmingham            | États-Unis      | BJCC                          |
| 25 janvier 2003   | Charlotte             | États-Unis      | Grady Cole Center             |
| 27 janvier 2003   | La Nouvelle-Orléans   | États-Unis      | Saenger Theatre               |
| 28 janvier 2003   | Houston               | États-Unis      | Verizon Wireless Theater      |
| 29 janvier 2003   | Austin                | États-Unis      | Frank Erwin Center            |
| 31 janvier 2003   | Grand Prairie         | États-Unis      | Next Stage                    |
| 1er février 2003  | Oklahoma City         | États-Unis      | Civic Center Music Hall       |
| 3 février 2003    | Saint-Louis           | États-Unis      | Savvis Center                 |
| 4 février 2003    | Kansas City           | États-Unis      | Memorial Hall                 |
| 6 février 2003    | Denver                | États-Unis      | The Fillmore                  |
| 7 février 2003    | Salt Lake City        | États-Unis      | Salt Air Pavilion             |
| 8 février 2003    | Scottsdale            | États-Unis      | Martini Ranch Nightclub       |
| 9 février 2003    | Phoenix               | États-Unis      | Dodge Theater                 |
| 24 février 2003   | Ottawa                | Canada          | Corel Centre                  |
| 25 février 2003   | Montréal              | Canada          | Bell Centre                   |
| 27 février 2003   | Wallingford           | États-Unis      | Oakdale Theatre               |
| 28 février 2003   | Camden                | États-Unis      | Tweeter Center                |
| 2 mars 2003       | Pittsburgh            | États-Unis      | Palumbo Theatre               |
| 3 mars 2003       | Détroit               | États-Unis      | Fox Theatre                   |
| 4 mars 2003       | Indianapolis          | États-Unis      | Murat Theater                 |
| 6 mars 2003       | Atlanta               | États-Unis      | Arena at Gwinnett Center      |
| 7 mars 2003       | Nashville             | États-Unis      | Ryman Auditorium              |
| 9 mars 2003       | Columbus              | États-Unis      | PromoWest Pavilion            |
| 10 mars 2003      | Louisville            | États-Unis      | Palace Theatre                |
| 12 mars 2003      | Milwaukee             | États-Unis      | Eagles Ballroom               |
| 13 mars 2003      | Minneapolis           | États-Unis      | Target Center                 |
| Europe            |                       |                 |                               |
| 15 mars 2003      | Londres               | Angleterre      | Shepherd's Bush Empire        |
| 25 mars 2003      | Londres               | Angleterre      | Maida Vale Studios            |
| 27 mars 2003      | Lille                 | France          | Zénith                        |
| 28 mars 2003      | Strasbourg            | France          | Hall Rhenus                   |
| 30 mars 2003      | Paris                 | France          | Zenith                        |
| 31 mars 2003      | Francfort-sur-le-Main | Allemagne       | Jahrhunderthalle              |
| 2 avril 2003      | Münster               | Allemagne       | Münsterland                   |
| 3 avril 2003      | Düsseldorf            | Allemagne       | Philipshalle                  |
| 5 avril 2003      | Böblingen             | Allemagne       | Sports Hall                   |
| 6 avril 2003      | Zurich                | Suisse          | Hallenstadion                 |
| 9 avril 2003      | Lisbonne              | Portugal        | Pavilhão Atlântico            |
| 10 avril 2003     | Madrid                | Espagne         | Vista Alegre Bull Ring        |
| 11 avril 2003     | Barcelone             | Espagne         | Badalona Arena                |
| 14 avril 2003     | Manchester            | Angleterre      | Manchester Evening News Arena |
| 16 avril 2003     | Londres               | Angleterre      | Earls Court                   |
| 17 avril 2003     | Londres               | Angleterre      | Earls Court                   |